# Мечниково (Московская область)
Ме́чниково — посёлок в Московской области России. Входит в городской округ Красногорск. Население — 2427 чел. (2010).

## История
Посёлок возник на территории села Петрово-Дальнее в связи с организацией в 1922 году при бывшей усадьбе производственного отделения Московского института инфекционных болезней им. И. И. Мечникова. Из этого отделения позднее возник «Биомед им. И. И. Мечникова» — крупнейшее предприятие посёлка. 
До 1999 года — посёлок института им. Мечникова. Переименован согласно Постановлению Правительства РФ № 1075 от 22.09.1999. 
С 1994 до 2004 года посёлок был центром Петрово-Дальневского сельского округа Красногорского района, а с 2005 до 2017 года включался в состав Ильинского сельского поселения Красногорского муниципального района. 

## Население
| 2002 | 2006  | 2010  |
| ---- | ----- | ----- |
| 2392 | →2392 | ↗2427 |